# レオン・ヒエコ
レオン・ヒエコ（León Gieco、1951年11月20日 - ）は、アルゼンチンのフォーク・ポップス歌手。
伝統的なフォルクローレとロックミュージックの融合で人気を博した。社会派でメッセージ性の強い曲を数多く発表しており、「アルゼンチンのボブ・ディラン」とも呼ばれている。本名はラウル・アルベルト・アントニオ・ヒエコ（Raúl Alberto Antonio Gieco）。

## 来歴
アルゼンチンサンタフェ州北部の貧しい家庭に育つ。8歳のとき、自らお金を貯めて入手したフォークギターに熱中し、上達した腕前は学園祭でプロミュージシャンと共にステージに立つ程だった。中学生時代に友人と結成した最初のロックバンド「ロス・モコソス」ではビートルズ等のカバー演奏が評判を呼び、近隣の町では知られた存在となった。1965年、15歳でサンタフェ州のローカルテレビ局であるロサリオテレビのコンテストで優勝しミュージシャンとして生きることを決心、18歳でブエノス・アイレスへの上京を決めた。
ブエノス・アイレスではやグスターボ・サンタオラヤ等のライブで前座をつとめ、確実にチャンスをものにしていった。1971年から3年連続でブエノス・アイレス・ロックフェスティバルにも出場している。1973年には念願のファースト・アルバム「León Gieco」を発表。翌年にはセカンド・アルバム「La Banda de los Caballos Cansados」を出している。その後いくつかのバンドやグループに参加するものの、観客の注目はヒエコにのみ向けられたため、バンド活動も長続きせずに解散。ソロで活動していくこととなった。
1976年にリリースした「El fantasma de Canterville」（カンタヴィルの幽霊）では、恐怖政治を敷くホルヘ・ラファエル・ビデラ軍事政権を批判する内容があるとして検閲を受け、アルバム中の6曲は歌詞を変更して収録されたが、3曲は完全に削除された。しかし、軍事政権と果敢に対峙したヒエコの姿勢を民衆は歓迎し、レコードはヒット。その後のライブツアーでは、初めてアルゼンチン以外の周辺国でもコンサートを行った。1978年、後にヒエコの代表作となるアルバム「IV」をリリースする。収録曲のひとつ「Sólo le pido a Dios」（ただ神に祈ることは）は、ビデラ政権の「汚い戦争」を批判する反戦歌として民衆の圧倒的支持を得た。しかし、この曲により生命の危険を感じたヒエコは、直後、アメリカロサンゼルスに国外脱出せねばならなかった。
1981年から始まった過去最大規模のコンサートツアーは、ギター1本とハーモニカだけという極めてシンプルなステージであった。しかしながら、ブエノス・アイレスの会場を満員にしたのを皮きりに、その後3年間に渡ってアルゼンチン国内の各地を巡り、総動員数42万人の記録を打ち立てた。このツアー中には、ヒエコが訪れた様々な地方の伝統音楽を拾い集め、その成果は後のフォルクローレを取り入れた独自のスタイル確立につながった。
1985年、ヒエコはモスクワで開催された第12回世界青年学生祭典に参加。その後、フォルクローレの著名な女性歌手であるメルセデス・ソーサと共に東ドイツをはじめとするヨーロッパ7カ国でツアーを行う。この頃にはすでにラテンアメリカで確固たるミュージシャンとしての地位を築いており、文字通りアルゼンチンのスーパースターの名声を得るにいたった。
1990年代にはワールドツアーを組み、精力的にライブ活動を展開。1992年には来日し、日本国内数十カ所でのコンサートを行っている。2000年代になってからはメディアの露出機会は減ったものの、コンサートとなれば多数の観客を動員する人気を維持し続けている。